# الطاهر الخلج
الطاهر الخلج لاعب كرة قدم مغربي دولي سابق من مواليد مدينة مراكش في 16 يونيو 1968 لعب لنادي الكوكب المراكشي قبل أن يدخل تجربة الاحتراف حيث لعب لنادي إنيا أوليريا البرتغالي من 1994 إلى 1997 ثم انتقل إلى نادي بنفيكا لمدة 3 سنوات شارك معه في 68 مباراة وسجل 10 أهداف، وفي سنة 2000 دخل تجربة جديدة مع نادي ساوثهامبتون الإنجليزي الذي لعب له إلى غاية 2003 وأنهى مسيرته مع نادي تشارلتون أتليتيك في نفس السنة.

## مع أسود الأطلـس
بدأ الخلج مسيرته الدولية سنة 1992 مع المنتخب المغربي حيث شارك معه في كأس العالم سنتي 1994 و1998 وكأس الأمم الإفريقية سنوات 1998 و2000 وأنهى مسيرته الدولية سنة 2001 بعد أن لعب 99 مقابلة دولية وسجل 4 أهداف.

## روابط خارجية
- الطاهر الخلج على موقع الاتحاد الدولي (مؤرشف)  (الإنجليزية)
- الطاهر الخلج على موقع قاعدة بيانات كرة القدم.إي يو (الإنجليزية)
- الطاهر الخلج على موقع ناشيونال فوتبول تيمز (الإنجليزية)
- الطاهر الخلج على موقع Soccerbase.com (لاعب) (الإنجليزية)
- الطاهر الخلج على موقع عالم كرة القدم.نت (الإنجليزية)